# Göynük
Göynük ist eine Stadt und ein Landkreis im äußersten Westen der türkischen Provinz Bolu. Der Ort liegt etwa 80 Kilometer südwestlich der Provinzhauptstadt Bolu. Die im Stadtsiegel abgebildete Jahreszahl 1923 dürfte auf das Jahr der Erhebung zur Gemeinde (Belediye/Belde) hinweisen.
Der Landkreis grenzt im Osten an den Landkreis Mudurnu und von Süden bis Norden im Uhrzeigersinn an die Provinzen Ankara, Eskişehir, Bilecik und Sakarya. Durch die Stadt und den Landkreis führt von Westen nach Osten die Fernstraße D160, die Bursa mit Bolu verbindet. Darauf trifft in Göynük von Südosten die D170, die über den 1140 m hohen Pass Meyitler Geçidi den Kocaman Dağı überquert. Der Berg ist Teil der Köroğlu Dağları, zu denen der gesamte Landkreis gehört. Durch die Stadt fließt der Göynük Çayı, der weiter im Westen in den Sakarya mündet. Etwa 15 Kilometer südlich von Göynük liegt der Stausee Çayköy Barajı, zehn Kilometer nördlich der Çubuk Gölü.
Der Landkreis ist der zweitgrößte der Provinz und beherbergt neben der Kreisstadt (28,7 Prozent der Kreisbevölkerung) noch 66 Dörfer (Köy) mit durchschnittlich 161 Bewohnern, 29 Dörfer haben mehr Einwohner als dieser Durchschnitt. Das größte Dorf heißt Himmetoğlu und zählt 523 Einwohner (Stand Jahresende 2020). Die Bevölkerungsdichte (10,6 Einw. je km²) ist sehr niedrig und liegt an viertletzter Stelle in der Provinz.